# کیم جونگ-بو
کیم جونگ-بو (انگلیسی: Kim Jong-boo؛ زادهٔ ۱۳ ژانویهٔ ۱۹۶۵) بازیکن سابق و مربی فوتبال اهل کره جنوبی است.
از باشگاه‌هایی که در آن بازی کرده‌است می‌توان به باشگاه فوتبال بوسان ای‌پارک، باشگاه فوتبال پوهانگ استیلرز، و باشگاه فوتبال سئونگنام اشاره کرد.
وی همچنین در تیم‌های ملی فوتبال زیر ۲۰ سال کره جنوبی و کره جنوبی بازی کرده‌است.